# Transpozon
Transpozon (transpozabilni element, TE) je DNK sekvenca koja može da promeni svoju relativnu poziciju unutar genoma ćelije. Mehanizam transpozicije može da bude bilo „kopiraj i prenesi“ ili „iseci i prenesi“. Transpozicija može da kreira fenotipski značajne mutacije i da promeni veličinu ćelijskog genoma. Transponzone je otkrila Barbara Maklintok za šta je nagrađena Nobelovom nagradom 1983.
Transponzoni sačinjavaju veliku frakciju C-vrednosti eukariotskih ćelija. Oni se često smatraju "DNK smećem". Kod , koji imaju jedinstveni genetički sistem, oni imaju kritičnu ulogu u razvoju. Oni su takođe veoma korisni u naučnim istraživanjima kao sredstvo za promenu DNK unutar živog organizma.

## Literatura
- Kidwell, M.G. (2005). „Transposable elements”.  Ур.: T.R. Gregory. The Evolution of the Genome. San Diego: Elsevier. стр. 165–221. ISBN 978-0-12-301463-4.
- Craig NL, Craigie R, Gellert M, Lambowitz AM (2002). Mobile DNA II. Washington, DC: ASM Press. ISBN 978-1-55581-209-6.
- B, Lewin (2000). Genes VII. Oxford University Press. ISBN 978-0-19-879276-5.

## Spoljašnje veze
- Transpozoni
- „Moguća veza između transpozicije i limfoma”. Архивирано из оригинала 06. 02. 2008. г. Приступљено 19. 05. 2012.